# Garatge Forné
El Garatge Forné és una obra de l'arquitecte Joan Maria de Ribot i de Balle a la ciutat de Girona inclosa a l'Inventari del Patrimoni Arquitectònic de Catalunya.

## Descripció
El garatge s'organitza a partir d'una rampa helicoidal que dona accés als diferents nivells. Especialment interessant són les dues façanes laterals, acuradament compostes i amb un tractament molt estudiat de tots els materials. El conjunt està format per tres cossos: els dos laterals rectangulars i central, al xamfrà, que els uneix fent un quart d'esfera (la solució de la façana lleugera o mur de cortina s'utilitza per primera vegada a Girona en aquest edifici).